# Spermophora minotaura
Spermophora minotaura är en spindelart som beskrevs av Lucien Berland 1920. Spermophora minotaura ingår i släktet Spermophora och familjen dallerspindlar. Inga underarter finns listade i Catalogue of Life.